# Amman Internationaal Stadion
Het Amman Internationaal Stadion (Arabisch: ستاد عمان الدولي) is een stadion in Amman, Jordanië. Het stadion is het grootste stadion van Jordanië. Het is gebouwd in 1964 en geopend in 1968. In dit stadion speelt het nationale elftal en de voetbalclub Al-Faisaly. Er kunnen op dit moment 17.619 toeschouwers in.

## Gebruik
Behalve dat het nationale elftal hier zijn wedstrijden speelt, is het stadion ook regelmatig gaststadion geweest in grote voetbaltoernooien. Grote wedstrijden in de Premier League, FA cup, FA Shield en de Supercup van Jordanië. Ook zijn er wedstrijden van internationale voetbaltoernooien gespeeld, zoals de Arab Nations Cup, de finale van AFC clubvoetbaltoernooien (bijvoorbeeld de finale van de Arabische Champions League in 2006–07). Het werd onder andere gebruikt voor wedstrijden op het wereldkampioenschap voetbal voor vrouwen onder 17 van 2016. Onder andere de halve finales en de finale werden in dit stadion afgewerkt.
Ook vinden er in het stadion atletiekwedstrijden plaats.

## Afbeeldingen

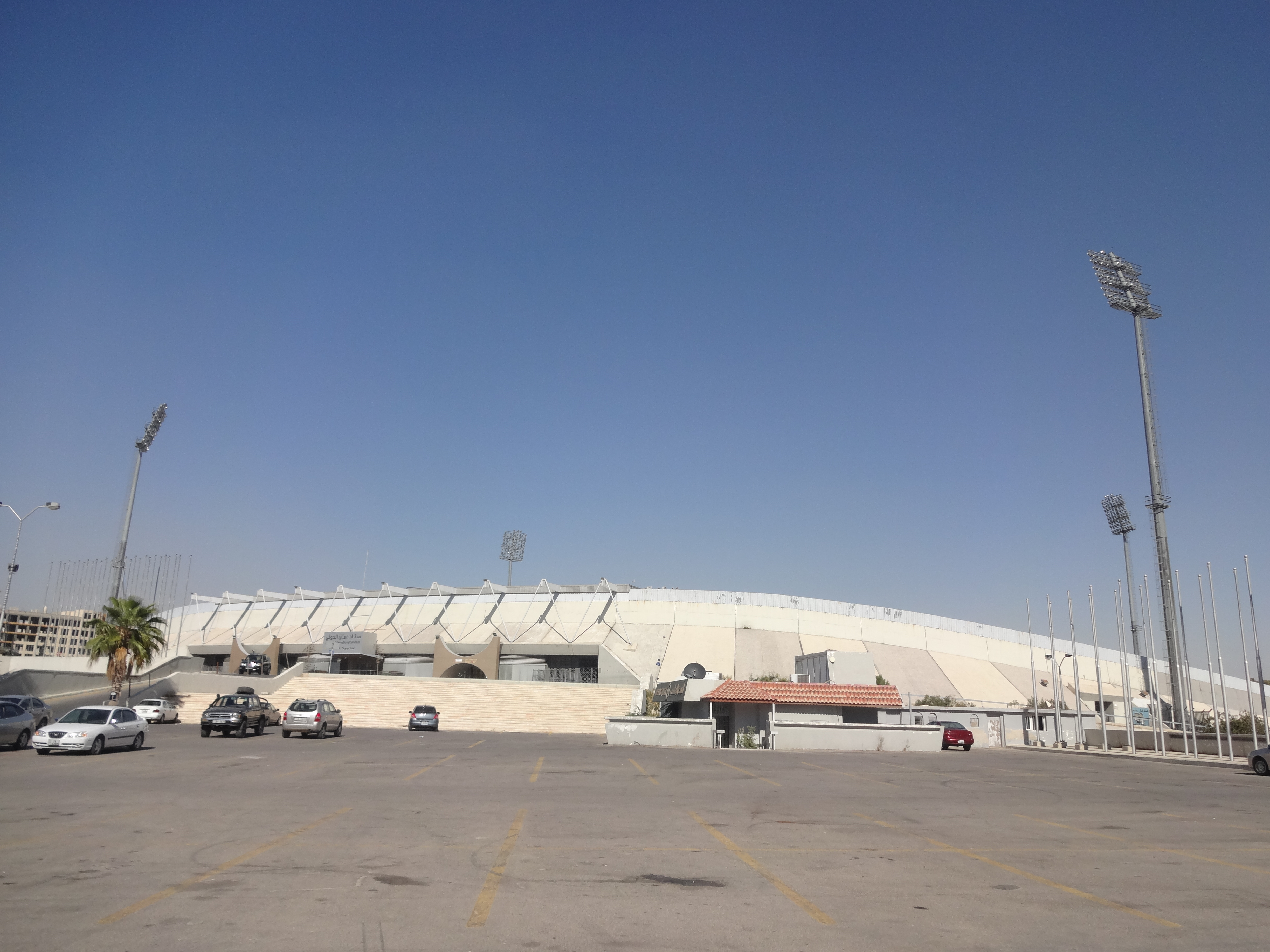
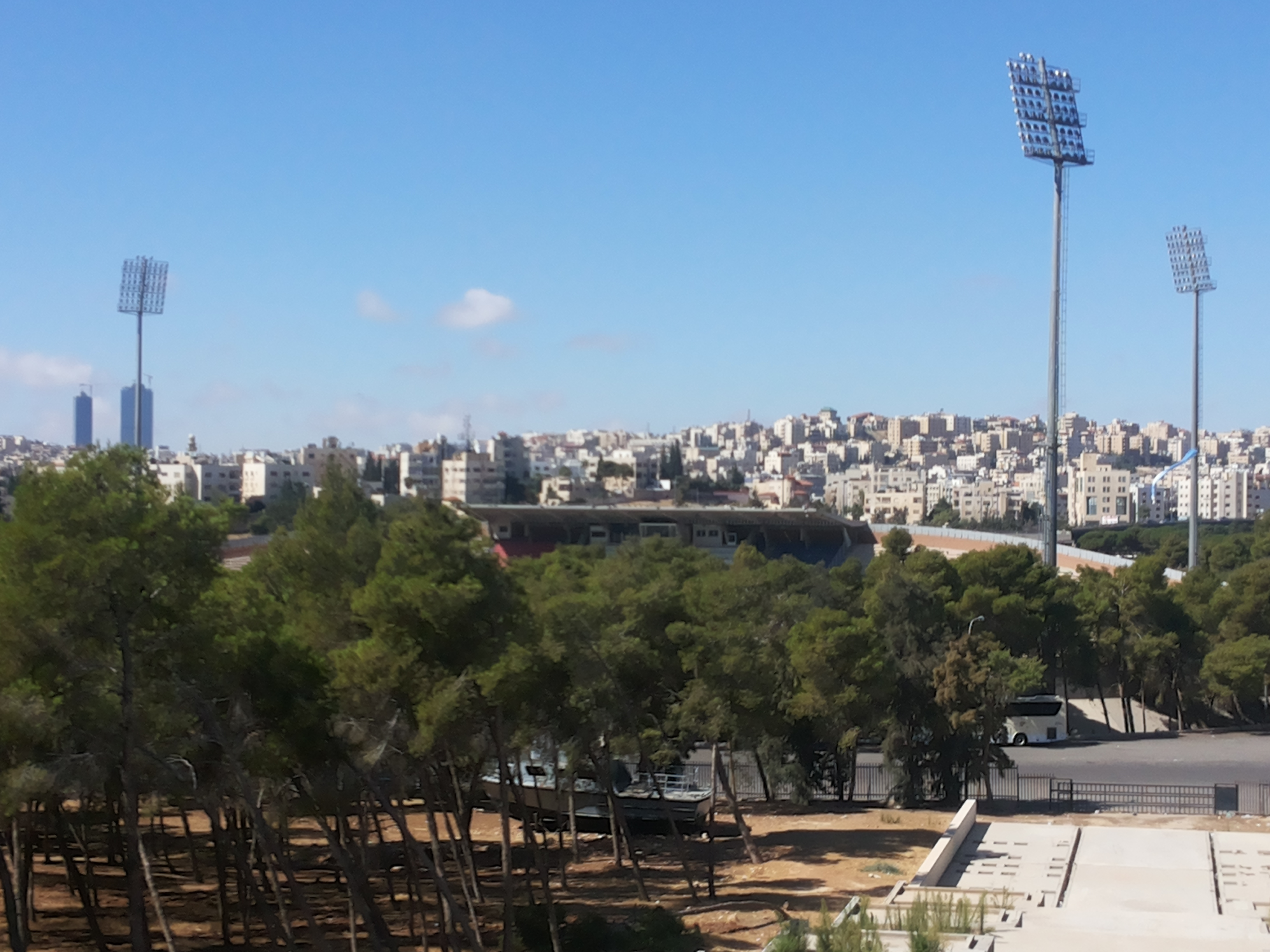